# St. Petrus (Appersdorf)

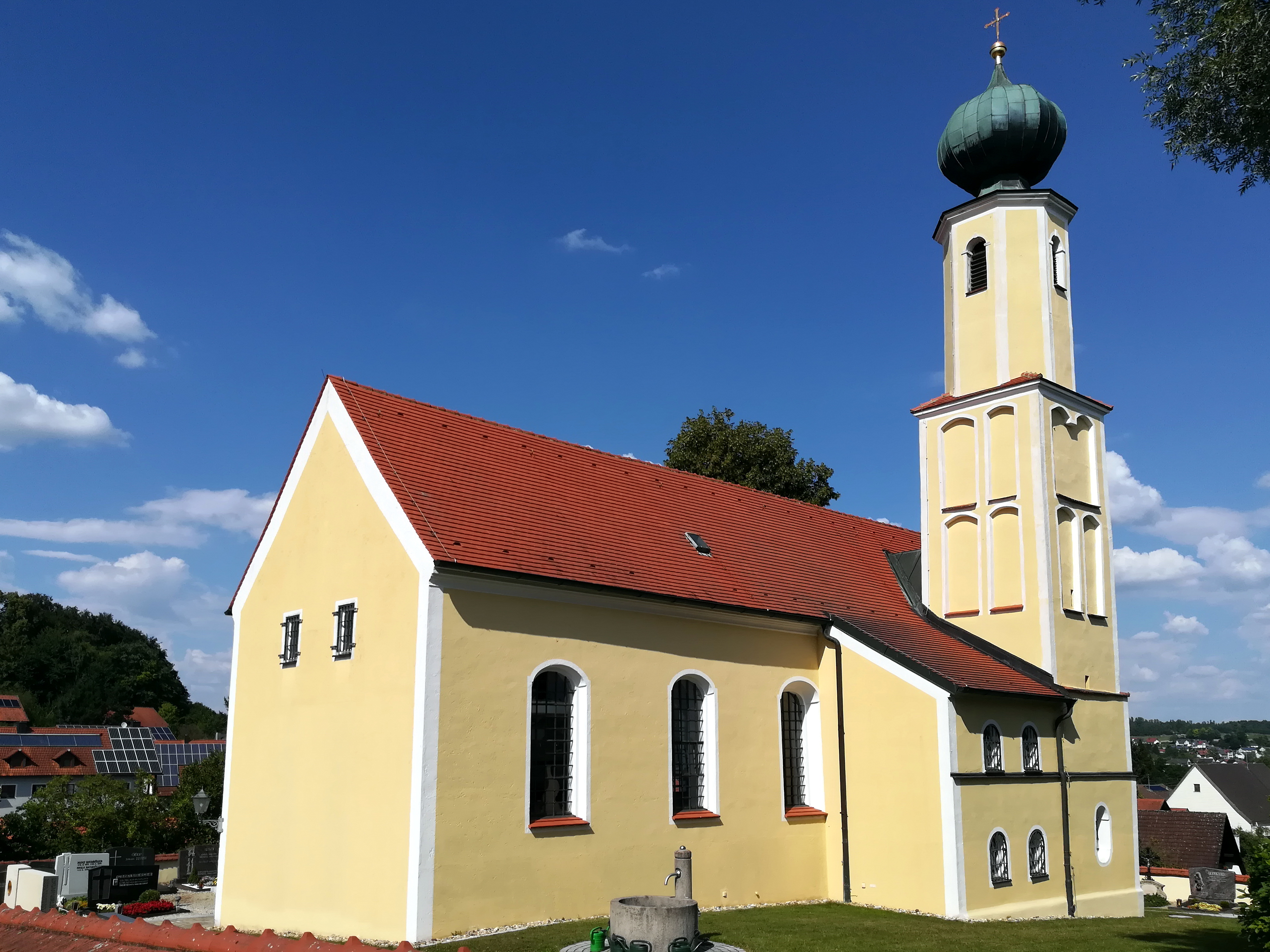
St. Petrus in Appersdorf

Die römisch-katholische Filialkirche St. Petrus steht in Appersdorf, einem Gemeindeteil von Elsendorf im niederbayerischen Landkreis Kelheim. Sie ist in der Liste der Baudenkmäler in Elsendorf unter der Nr. D-2-73-163-3 eingetragen. Die Kirche gehört zum Dekanat Kelheim im Bistum Regensburg.

## Beschreibung
Die Saalkirche wurde im 18. Jahrhundert erbaut. Sie besteht aus dem 1886 nach Westen verlängerten Langhaus, dem dreiseitig geschlossenen Chor im Osten und dem Chorflankenturm auf quadratischem Grundriss an der Südwand des Chors, in dessen achteckigem Obergeschoss vier Glocken hängen. Den Abschluss des Turms bildet eine eingeschnürte Zwiebelhaube. Die Sakristei mit einem Oratorium im Obergeschoss steht in der Südwestecke von Turm und Langhaus. Langhaus und Chor sind mit Flachdecken überspannt.

## Orgel
Die Orgel mit acht Registern auf einem Manual und Pedal wurde 1891 von Martin Hechenberger mit einem  Neurenaissanceprospekt erbaut. Die Disposition des rein mechanischen Schleifladen-Instruments lautet:
| Manual C–f3 |    |
| Principal   | 8′ |
| Gedeckt     | 8′ |
| Salicional  | 8′ |
| Gamba       | 8′ |
| Principal   | 4′ |
| Flöte       | 4′ |
| Mixtur III  | 2′ |

| Pedal C–d1 |     |
| Subbaß     | 16′ |

- Koppel: M/P
- Nebenregister: Calcantenglocke